# Pequeno Zabe
O Pequeno Zabe ou Baixo Zabe (em árabe: الزاب الاسفل; romaniz.: az-Zāb al-Asfal; em curdo: Zêy Koya ou Zêyê Biçûk; em persa: زاب کوچک; romaniz.: Zâb-e Kuchak; em siríaco: ܙܒܐ ܬܚܬܝܐ; romaniz.: Zāba Taḥtāya; grego medieval: μικρω Ζβαω; romaniz.: Mikrōn Zbaō; em grego clássico: Κάπρος; romaniz.: Kárpos; em acádio: Zabū šupalū) é um rio que nasce no Irã e se junta ao Tigre ao sul de Azabe, na região do Curdistão do Iraque. O Pequeno Zabe tem aproximadamente 400 quilômetros (250 milhas) de comprimento e drena uma área de cerca de 22 mil quilômetros quadrados (8 500 milhas quadradas). O rio é alimentado por chuvas e degelo, resultando num pico de vazão na primavera e águas baixas no verão e no início do outono. Duas represas construídas no Pequeno Zabe regulam o fluxo do rio, fornecendo água para irrigação e gerando energia hidrelétrica. Os montes Zagros foram povoadas desde pelo menos o Paleolítico Inferior, mas o sítio arqueológico mais antigo na bacia do Pequeno Zabe, Barda Balca, data do Paleolítico Médio. A ocupação humana da bacia do Pequeno Zabe foi atestada em todos os períodos desde então.

## Curso
O Pequeno Zabe nasce nas montanhas do Iraque a uma altitude de cerca de três mil metros (9 800 pés) acima do nível do mar. Em seus trechos superiores, o curso do Pequeno Zabe é determinado pelo alinhamento das principais cadeias de montanhas que compõem os Zagros. Assim, o rio flui por vales que são predominantemente alinhados ao longo de um eixo noroeste-sudeste, paralelos às principais cadeias de montanhas dos Zagros, apenas para mudar sua direção abruptamente onde corta essas cadeias em desfiladeiros estreitos. Ao longo do caminho, coleta as águas que descem da face oriental das montanhas Candil, que agora formam a fronteira entre o Irã e o Iraque. O Pequeno Zabe entra na planície mesopotâmica ao sul de Ducã, onde primeiro assume um curso aproximadamente para o oeste antes de virar para o sudoeste a montante da cidade de Altum Copru e se unir ao Tigre perto da cidade de Azabe. A maioria dos afluentes junta-se ao Pequeno Zabe a montante de Ducã, sendo os maiores o Rio Baneque e o Cala Chulã. Vários riachos menores juntaram-se ao Pequeno Zabe na Planície de Rania, que agora está parcialmente inundada pelo lago Ducã.
Diferentes estimativas foram dadas para o comprimento do Pequeno Zabe: 380 quilômetros (240 milhas), 400 quilômetros (250 milhas) e 456 quilômetros (283 milhas). Por uma curta distância, o Pequeno Zabe forma a fronteira entre o Irã e o Iraque, e ao longo de seu curso inferior também constitui a fronteira entre a província de Erbil e a província de Suleimânia, e as províncias de Erbil e Quircuque. O rio é alimentado pelo degelo e pela precipitação, resultando em um pico de vazão no período de fevereiro a maio. Os níveis baixos de água são registrados no período de julho a outubro. A vazão média do Pequeno Zabe é de 197,8 metros cúbicos (6 990 pés cúbicos) por segundo, enquanto a vazão máxima registrada é de 3 420 metros cúbicos (121 mil pés cúbicos) por segundo. A vazão média anual é de 7,2 quilômetros cúbicos (1,7 milhas cúbicas). Devido à sua natureza torrencial, os geógrafos árabes medievais descreveram o Pequeno Zabe, e também o Grande Zabe, como "possuídos por demônios".

## Bacia hidrográfica
A bacia de drenagem do Pequeno Zabe cobre 21 475–22 250 quilômetros quadrados (8 292–8 591 milhas quadradas); do local onde a Represa de Ducã foi construída, mede 11 700 quilômetros quadrados (4 500 milhas quadradas). A maior parte da bacia (74%) está localizada dentro das fronteiras do Iraque; o restante está no Irã. No norte, faz fronteira com a bacia do Grande Zabe, enquanto no sul é adjacente às bacias dos rios Adaim e Diala. As cadeias de montanhas paralelas dos Zagros consistem em dobras de calcário que se elevam a elevações de mais de três mil metros (9 800 pés). A erosão hídrica encheu o vale do Pequeno Zabe e a zona do sopé a sudoeste dos Zagros com camadas de cascalho, conglomerado e arenito. A planície de Rania é o maior vale na bacia de drenagem do Pequeno Zabe e o segundo maior nos Zagros iraquianos, atrás de Xarazor.
O Pequeno Zabe atravessa zonas climáticas e ecológicas muito diversas. A precipitação anual ao longo do curso do rio diminui de mais de mil milímetros (39 polegadas) no Zagros iraniano para menos de 200 milímetros (7,9 polegadas) na confluência com o Tigre perto de Azabe. As temperaturas médias seguem um gradiente semelhante, com os vales das montanhas geralmente experimentando invernos mais frios do que a zona do sopé, enquanto os verões nesta última são mais quentes. No alto Zagros, três biomas diferentes podem ser distinguidos. A linha de árvores está a aproximadamente 1 800 metros (5 900 pés); acima da qual predominam ervas e arbustos. A vegetação dominante entre 1 800 e 610 metros (5 910 e dois mil pés) era uma floresta aberta de carvalhos (Quercus aegilops), mas não resta muito dessa vegetação original. Os vales dos rios são caracterizados por plantas que gostam de água, e as áreas pantanosas eram no passado – na ausência de drenagem – propensas à malária. Embora a zona do sopé, especialmente a planície de Erbil, seja fortemente cultivada, manchas de vegetação natural permanecem, com ervas do gênero Phlomis sendo muito comuns.

## Modificações do rio
Duas represas foram construídas no Pequeno Zabe no Iraque, enquanto o Irã está atualmente construindo uma com outras duas planejadas. As duas no Iraque são a Represa de Ducã e a Represa de Dibis. A Ducã foi construída entre 1957 e 1961 como uma barragem em arco multiuso a montante da cidade de Ducã. A crista da represa tem 116 metros (381 pés) acima do leito do rio (516 metros (1.693 pés) amsl) e 360 metros (1 180 pés) de comprimento. Suas funções são regular o fluxo do Pequeno Zabe, armazenar água para irrigação em seu reservatório (Lago Ducã) e fornecer energia hidrelétrica. A capacidade máxima de armazenamento do reservatório da represa é de 6,97 quilômetros cúbicos (1,67 milhas cúbicas). Como a inundação do Lago Ducã levaria à submersão de vários sítios arqueológicos, uma prospecção arqueológica e escavações de resgate foram realizadas na região ameaçada - principalmente nos sítios de Tel Xenxara e Tel Basmusiã. A Represa de Dibis está localizada aproximadamente 130 quilômetros (81 milhas) a montante da confluência com o Tigre e foi construída entre 1960 e 1965. A barragem de aterro tem 376 metros (1 234 pés) de comprimento e 23,75 metros (77,9 pés) de largura e fornece água para o Projeto de Irrigação de Quircuque. Atualmente em construção no Irã está a represa Sardaste. A construção começou em 2011 e, quando concluída, a barragem de aterro de 116 metros (381 pés) de altura suportará uma estação de energia de 120 MW. Acima da Represa de Sardaste, o Irã está planejando construir as Represas de Xivaã e Garjal com o objetivo principal de geração de energia. O Irã desviou até 600 milhões de metros cúbicos (2,1×1010 pés cúbicos) de sua água em esforços para restaurar o lago Úrmia. Isso compete com a necessidade de água na região do Curdistão no Iraque.

## História
Embora o Curdistão iraquiano não seja bem conhecido do ponto de vista arqueológico, as evidências disponíveis mostram, no entanto, que as condições ecológicas relativamente favoráveis da parte iraquiana dos Zagros atraíram grupos humanos desde a pré-história inicial em diante. Sítios arqueológicos do Paleolítico Inferior não foram encontrados até o momento na parte iraquiana dos montes Zagros, mas são conhecidos do lado iraniano, onde vários sítios de cavernas foram encontrados durante pesquisas arqueológicas. As informações sobre a pré-história inicial da própria região mais ampla do Pequeno Zabe vêm das escavações realizadas pelo Instituto Oriental em sítios arqueológicos a leste de Quircuque e ao sul do Pequeno Zabe. As primeiras evidências de ocupação humana nesta região vêm do sítio do Paleolítico Médio de Barda Balca, onde ferramentas de pedra acheulianas tardias foram encontradas. Pesquisas arqueológicas em outros lugares nos Zagros confirmam a importância desta área para os primeiros caçadores-coletores humanos – incluindo grupos de neandertais, como evidenciado pelas descobertas na caverna de Xanidar na bacia do Grande Zabe. Ferramentas de pedra musterianas que eram usadas por neandertais ou humanos anatomicamente modernos foram escavadas recentemente em Erbil, entre o Pequeno e o Grande Zabe. Tanto os locais ao ar livre quanto os de cavernas são atestados à cultura zarziana, que abrange os períodos Superior e Epipaleolítico. Após a cultura zarziana, o foco da ocupação humana mudou de locais de cavernas, que continuam a ser usados como locais de ocupação secundária ou sazonal até hoje, para locais ao ar livre e foi neste período que a tendência para a domesticação de plantas e animais se estabeleceu. A domesticação da cabra provavelmente ocorreu primeiro nesta área dos Zagros. Jarmo, um tel a leste de Quircuque, era uma comunidade de aldeia neolítica que praticava agricultura e criação de animais. A cerâmica ocorre desde os primeiros níveis de ocupação em diante; em suas fases posteriores, assemelha-se à cerâmica de Hassuna. A ocupação inicial de Tel Xenxara, na Planície de Rania, também pode ser datada deste período. O trabalho de campo arqueológico na Planície de Rania mostrou que esta área foi ocupada durante os períodos de Ubaide, Uruque e Ninevita V – aproximadamente de meados do 6º a meados do 3º milênio a.C. As evidências para esses períodos também vêm da cidadela de Erbil.
A região entra na história no final do III milênio a.C., quando Erbil é mencionada como Urbilum pelo rei Xulgui da III dinastia de Ur. Daquela época em diante, a bacia do Pequeno Zabe tornou-se cada vez mais envolvida nos assuntos dos sucessivos impérios mesopotâmicos que buscavam o controle das Montanhas Zagros. No início do II milênio a.C., o rei Samsiadade I da Alta Mesopotâmia travou guerra na terra de Cabra, que provavelmente estava localizada ao longo do curso inferior do Pequeno Zabe, e instalou guarnições nas cidades conquistadas. O arquivo de tabletes de argila encontradas em Tel Xenxara (antiga Xuxarra) mostra que o governador local mudou de aliança e se tornou vassalo de Samsiadade. Durante o século XIV a.C., a região fazia parte do Reino de Mitani, com sítios como Nuzi e Tel Alfacar, ao sul do Pequeno Zabe, produzindo arquivos de tabletes de argila para este período. Durante o final do segundo e início do I milênio a.C., a bacia inferior do Pequeno Zabe pertencia ao coração dos impérios Assírio Médio e Neoassírio. Após a queda do Império Neoassírio, o controle dos Zagros mudou primeiro para os Medos e em 550 a.C. ao Império Aquemênida. O último governante aquemênida Dario III foi derrotado por Alexandre, o Grande na Batalha de Gaugamela, no norte do Iraque, e após a morte de Alexandre em 323 a.C., a área caiu para seus sucessores selêucidas.